# Ilyukhinita
La ilyukhinita és un mineral de la classe dels silicats que pertany al grup de l'eudialita. Rep el seu nom en memòria del destacat cristal·lògraf rus Vladimir V. Ilyukhin (1934-1982).

## Característiques
La ilyukhinita és un ciclosilicat de fórmula química (H₃O,Na)₁₄Ca₆Mn₂Zr₃Si₂₆O₇₂(OH)₂·3H₂O. Va ser aprovada com a espècie vàlida per l'Associació Mineralògica Internacional l'any 2015. Cristal·litza en el sistema trigonal, i es troba en forma de grans anèdrics de fins a 1 mil·límetre d'ample. La seva duresa a l'escala de Mohs és 5. És el segon membre amb oxoni dominant després de l'aqualita. És químicament similar a la manganoeudialita i a la låvenita.

## Formació i jaciments
Es troba en pegmatites peralcalines hidrotermalment alterades. Va ser descoberta al mont Kukisvumchorr, que es troba al Massís de Khibini, a la Península de Kola (óblast de Múrmansk, Rússia). Sol trobar-se associada a altres minerals com: esfalerita, rabdofana-(Ce), murmanita, molibdenita, microclina, fluorita, albita i aegirina.